# 알렉산더시티

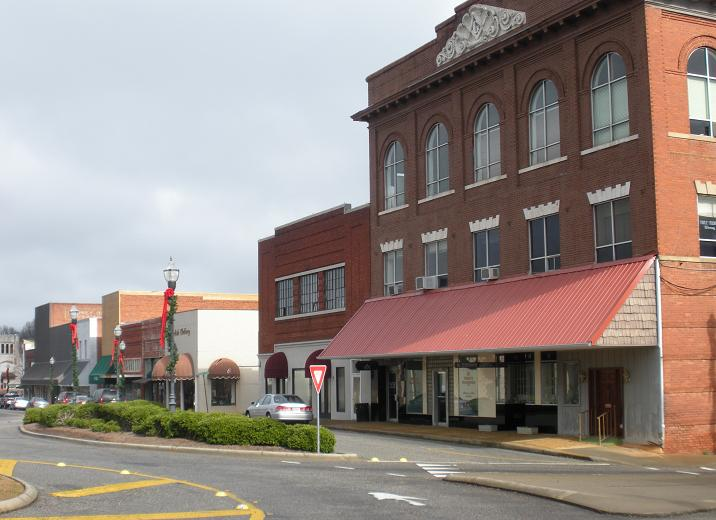
알렉산더시티의 거리

알렉산더시티(Alexander City)는 미국 앨라배마주 탤러푸사군의 가장 큰 도시로, 인구는 2020년 인구 조사 결과 14,843명이다. 지역 주민에게는 알렉스시티(Alex City)라고도 불린다.